# Gigantour
Gigantour é um evento anual de bandas de heavy metal, organizado pelo líder do Megadeth, Dave Mustaine. Foi criada em 2005 com shows apenas na América do Norte. Em 2006 e 2007, as bandas também tocaram na Austrália. O nome "Gigantour" foi inspirado no anime Gigantor.

## A primeira Gigantour (2005)

### Palco principal
Megadeth, Dream Theater (21 de julho - 3 de setembro), Anthrax (6 de setembro - 11 de setembro), Fear Factory, The Dillinger Escape Plan, Nevermore

### Palco secundário
Life of Agony, Symphony X, Dry Kill Logic, Bobaflex

### Datas

#### Julho
- 21 Fresno, CA - Selland Arena
- 22 Las Vegas, NV - Thomas and Mack Center
- 23 Phoenix, AZ - Cricket Wireless Pavilion
- 24 Irvine, CA - Verizon Wireless Amphitheatre
- 26 Sacramento, CA - The Cove[desambiguação necessária]
- 28 San Diego, CA - SDSU Open Air Theater
- 29 Tucson, AZ - Casino Del Sol
- 30 Albuquerque, NM - Journal Pavilion

#### Agosto

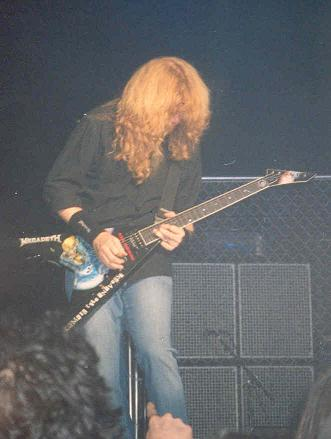
Dave Mustaine na Gigantour em Orlando na Flórida (6 de agosto de 2005).

- 01 San Antonio, TX - Lonestar Pavilion
- 02 Dallas, TX - Nokia Live
- 03 Corpus Christi, TX - Concrete Street Amphitheater
- 05 Duluth, GA - Arena at Gwinnett Center
- 06 Orlando, FL - Hard Rock Live
- 07 West Palm Beach, FL - Sound Advice Amphitheater
- 08 Tampa, FL - St. Pete Times Forum
- 10 Clarkston, MI - DTE Energy Music Theatre
- 11 Ft. Wayne, IN - Coliseum Expo
- 12 Tinley Park, IL - Tweeter Center
- 13 Milwaukee, WI - Eagles Ballroom Complex
- 14 Cleveland, OH - Tower City Amphitheater
- 16 Cincinnati, OH - Annie's Outdoor Pavilion
- 17 Pittsburgh, PA - Chevrolet Amphitheatre
- 19 Portland, ME - Civic Center
- 20 Manchester, NH - Verizon Wireless Amphitheater
- 21 Poughkeepsie, NY - Mid-Hudson Civic Center
- 23 Wantagh, NY - Jones Beach Amphitheater
- 24 Holmdel, NJ - PNC Bank Arts Center
- 26 Boston, MA - Bank of America Pavilion
- 27 Reading, PA - Sovereign Center
- 28 Atlantic City, NJ - House of Blues
- 30 Darien Lake, NY - Darien Lake Amphitheatre
- 31 Huntington, WV - Big Sandy Superstore Arena

#### Setembro
- 02 Montreal, QC - Bell Centre
- 03 Toronto, ON - Molson Amphitheatre
- 06 Edmonton, AB - Shaw Conference Centre
- 07 Calgary, AB - Stampede Corral
- 09 Vancouver, BC - PNE Coliseum
- 10 Auburn, WA - White River Amphitheater
- 11 Ridgefield, WA - Clark County Amphitheater

## Gigantour 2: América do Norte (2006)

### Palco principal
Megadeth, Lamb of God, Opeth, Arch Enemy, Overkill

### Palco secundário
Into Eternity, Sanctity, The SmashUp

### Datas

#### Setembro
- 06 Boise, ID - Idaho Center
- 08 Oakland, CA - Oakland Coliseum
- 09 San Diego, CA - Cox Arena
- 10 Devore, CA - Hyundai Pavilion
- 12 Las Vegas, NV - House of Blues
- 13 Phoenix, AZ - Dodge Theatre
- 15 West Valley City, UT - E Center
- 16 Greenwood Village, CO - Coors Amphitheatre
- 17 Albuquerque, NM - Journal Pavilion
- 19 Oklahoma City, OK - Zoo Amphitheatre
- 21 Milwaukee, WI - Eagles Ballroom
- 22 Chicago, IL - Congress Theatre
- 23 Columbus, OH - Nationwide Arena
- 24 Clarkston, MI - DTE Energy Music Theatre
- 25 Toronto, ON - Molson Amphitheatre
- 27 Montreal, QC - Bell Centre
- 28 Uniondale, NY - Nassau Coliseum
- 29 Boston, MA - Bank of America Pavilion
- 30 Holmdel, NJ - PNC Bank Arts Center

#### Outubro
- 01 Atlantic City, NJ - House of Blues
- 03 Portsmouth, VA - NTelos Wireless Pavilion
- 04 Charleston, SC - The Plex
- 06 Tampa, FL - St. Pete Times Forum
- 07 Sunrise, FL - BankAtlantic Center
- 08 Orlando, FL - Hard Rock Live

## Gigantour 2: Austrália (2006)

### Palco principal
Megadeth, Soulfly, Arch Enemy, Caliban

### Datas

#### Outubro
- 21 Brisbane - Brisbane River Stage
- 22 Sydney - Hordern Pavilion
- 24 Melbourne - Festival Hall

## Gigantour 3: Austrália (2007)
Megadeth, Static-X, Lacuna Coil, DevilDriver, Bring Me the Horizon

### Datas

#### November
- 10 Perth - Metro City
- 12 Adelaide - Thebarton Theatre
- 13 Melbourne - Festival Hall
- 15 Sydney - Luna Park Big Top
- 16 Sydney - Luna Park Big Top
- 18 Brisbane - Brisbane River Stage

## Gigantour 3: Reino Unido (2008)

### Palco principal
Megadeth, Job for a Cowboy, Evile

### Datas

#### Fevereiro
- 17 Norwich - UEA
- 18 Nottingham - Nottingham Rock City
- 19 Glasgow - Carling Academy Glasgow
- 20 Newcastle - Carling Academy Newcastle
- 22 Birmingham - Carling Academy Birmingham
- 23 Manchester - Manchester Academy
- 24 London - Brixton Academy

## Gigantour 3: América do Norte (2008)

### Palco principal
Megadeth, In Flames, Children of Bodom, Job for a Cowboy, High on Fire.

### Datas

#### Abril
- 12 - Denver, CO - The Fillmore
- 13 - Albuquerque, NM - Journal Pavilion
- 15 - Dallas, TX - Nokia Theatre at Grand Prairie
- 16 - Corpus Christi, TX - Concrete Street Pavilion
- 17 - Houston, TX - Verizon Wireless Theater
- 19 - Louisville, KY - Louisville Gardens
- 20 - Atlanta, GA - Masquerade Music Park
- 22 - New York, NY - Hammerstein Ballroom
- 23 - New York, NY - Hammerstein Ballroom
- 25 - Worcester, MA - Palladium
- 26 - Columbia, MD - Merriweather Post Pavilion
- 28 - Quebec City, QC - Pavilion De La Jeunesse
- 29 - Montreal, QC - Bell Centre
- 30 - Toronto, ON - Arrow Hall

#### Maio
- 1 - London, ON - John Labatt Centre
- 3 - Clarkston, MI - DTE Energy Music Theatre
- 4 - Cleveland, OH - Time Warner Cable Amphitheater
- 6 - Chicago, IL - Aragon Ballroom (Chicago)
- 7 - Milwaukee, WI - Eagles Ballroom
- 9 - Minneapolis, MN - [Myth
- 10 - Winnipeg, MB - Winnipeg Convention Centre
- 11 - Saskatoon, SK - Prairieland Exhibition Hall
- 12 - Edmonton, AB - Shaw Conference Centre
- 14 - Calgary, AB - The Corral
- 16 - Vancouver, BC - Pacific Coliseum
- 17 - Salem, OR - Salem Armory
- 19 - San Jose, CA - Event Center @ San Jose State
- 20 - San Diego, CA - Cox Arena
- 21 - Long Beach, CA - Long Beach Arena
- 22 - Mesa, AZ - Mesa Amphitheatre

## Gigantour 4 (2012)
Megadeth confirmou, em 27 de setembro de 2011, que Motörhead, Volbeat, e Lacuna Coil, estão incluidos na próxima Gagantour que está definida para o início de 2012.

### Datas
Megadeth anunciou em 2 de novembro de 2011 as datas das turnês da Gigantour 2012.

#### Janeiro
- 26 - Camden, NJ - Susquehanna Bank Center
- 27 - Uncasville, CT - Mohegan Sun Arena
- 28 - New York, NY - The Theater at Madison Square Garden
- 29 - Lowell, MA - Tsongas Arena

#### Fevereiro
- 1 - Glens Falls, NY - Glens Falls Civic Center
- 2 - Quebec City, QC - Colisee Pepsi Arena
- 3 - Montreal, QC - Bell Centre
- 5 - Kingston, ON - K-Rock Centre
- 7 - Oshawa, ON - General Motors Centre
- 8 - Hamilton, ON - Copps Coliseum
- 9 - Auburn Hills, MI - The Palace of Auburn Hills
- 10 - Chicago, IL - Aragon Ballroom
- 12 - Milwaukee, WI - Eagles Ballroom
- 14 - St. Paul, MN - [Myth
- 16 - Saskatoon, SK - Prairieland Park
- 17 - Edmonton, AB - Shaw Conference Centre
- 18 - Calgary, AB - Big 4 Building
- 20 - Abbotsford, BC - Abbotsford Ent & Sports Centre
- 21 - Kent, WA - Showare Center
- 23 - San Jose, CA - Events Center
- 24 - Universal City, CA - Gibson Amphitheatre
- 25 - Phoenix, AZ - Comerica Theatre
- 26 - Albuquerque, NM - Tingley Coliseum
- 28 - Denver, CO - The Fillmore Auditorium

#### Março
- 1 - Dallas, TX - The Palladium
- 2 - Houston, TX - Verizon Wireless Theater
- 3 - Austin, TX - ACL Live at The Moody Theater